# Richard K. Guy
Richard Kenneth Guy (Nuneaton, 30 settembre 1916 – Calgary, 9 marzo 2020) è stato un matematico e compositore di scacchi britannico, professore Emerito di matematica all'Università di Calgary.

## Biografia
Pubblicò oltre 100 lavori e libri sulla teoria dei giochi combinatoria, sulla teoria dei numeri e sulla teoria dei grafi. È noto per essere l'autore del libro Unsolved Problems in Number Theory, libro che raccoglie molte congetture riguardanti la teoria dei numeri, e, insieme a John Conway e Elwyn Berlekamp, di Winning Ways for your Mathematical Plays, un compendio di giochi matematici.
Attorno al 1959 scoprì, assieme a J. H. Conway e M. Goldberg, un poliedro unistabile con sole 19 facce; non è stato ancora trovato un poliedro unistabile con meno facce.
Guy fu anche una figura di rilievo nel campo degli studi scacchistici. Compose circa 200 studi ed è stato uno tra gli inventori del codice Guy-Blandford-Roycroft per classificarli.